# Martin Plüddemann
Martin Plüddemann (ur. 29 września 1854 w Kołobrzegu, zm. 8 października 1897 w Berlinie) - urodził się jako syn bogatego kupca Fryderyka Ludwika i Agnieszki Berty Adelajdy z d. Grunow. Bratanek malarza Hermana Freiholda.
Po matce (przed zamążpójściem była śpiewaczką) odziedziczył wybitne uzdolnienia muzyczne. W latach 1871–1878 uczył się śpiewu u sławnego w tym czasie Ernsta Fryderyka Richtera w konserwatorium w Lipsku, u Kubischa w Szczecinie i Juliusza Heya w Monachium. W czasie nauki miał roczną przerwę na odbycie zasadniczej służby wojskowej w 2. Pomorskim Pułku Artylerii w Kołobrzegu (1876/78). Dobrze zapowiadającą się karierę śpiewaczą przerwała choroba i utrata głosu zimą (1879/80). Odtąd zajmował się pracą pedagogiczną i kompozytorską.
Mieszkał w wielu miastach : St. Gallen, Gorzowie Wielkopolskim, Raciborzu, Monachium, Grazu (najdłużej) i Berlinie, gdzie przedwcześnie zmarł w wieku 43 lat. Duży wpływ na jego twórczość wywarł Richard Wagner, którego poznał przez ciotkę - pianistkę Helfriede Plüddemann, przyjaciółkę kompozytora. Najwięcej jednak przejął od sławnego kompozytora ballad mieszkającego w Szczecinie - Karola Loewe, który był częstym gościem w domu rodziców w Kołobrzegu.
Nie ożenił się. Przez całe krótkie życie całkowicie oddał się muzyce. Zasłynął przede wszystkim jako kompozytor ballad. Razem z Karolem Loewe uchodzi w Niemczech za najwybitniejszego przedstawiciela tego gatunku twórczości muzycznej. Utwory Plüddemanna wydane zostały w dwóch tomach (t. I - 1880, t. II - 1891). Jego imieniem nazwano jedną z ulic w Grazu i w Kołobrzegu (obecnie ul. Krakusa i Wandy).